# Ленор — маленькая мёртвая девочка
«Лено́р — ма́ленькая мёртвая де́вочка» (англ. Lenore, the Cute Little Dead Girl) — серия комиксов, созданная Романом Дёрджем под влиянием стихотворения «Линор» Эдгара Аллана По. Впервые персонажи комикса появились в журнале Xenophobe в 1992 году. За период с 1998 по 2007 год компания Slave Labor Graphics выпустила 13 номеров комикса, а с 2009 года выпуск продолжился компанией Titan Books.
В 2002 году по мотивам серии комиксов компанией Adelaide Productions был создан мультсериал из 26 эпизодов с помощью технологии флэш-анимации для сайта Sony Pictures Entertainment. В России транслируется каналом 2х2 с апреля 2007 года.

## Сюжет
Сюжет строится вокруг приключений мёртвой девочки Ленор и её странных друзей. Все события происходят в городе Nevermore (берёт своё название из стихотворения Эдгара По — Ворон) и в его окрестностях, где находится особняк Ленор и кладбище.
Ленор — маленькая девочка, которая в 10-летнем возрасте заболела пневмонией и умерла. Но умерла она не до конца, застряв где-то посередине между миром живых и миром мёртвых. Она живёт в огромном заброшенном особняке вдали от людей, её окружают живые игрушки, сказочные персонажи и отвратительные чудовища — её лучшие друзья. Почти в каждой серии Ленор совершает какой-нибудь плохой, мерзкий поступок, но ею движет отнюдь не злоба или зависть, она всё делает с самыми лучшими намерениями.

## Мультсериал
В 2002 году компанией Adelaide Productions был выпущен мультсериал из 26 эпизодов, созданный с помощью технологии флэш-анимации. Каждый эпизод мультсериала начинается со слегка искажённого цитирования строк стихотворения Эдгара По:
Пускай вершат над ней обряд, поют за упокой 
О самой царственной скорбят, о юности такой. 
«Ленор». Эдгар Аллан По. 1831
Примечательно, что в этих строчках присутствует фамилия автора мультсериала — Dirge (см. оригинальный текст в сноске). 

Далее представлен список всех эпизодов мультсериала с кратким описанием каждого.
| # | Название                                   |
| --- | ------------------------------------------ |
| 1 | «The New Toy»                              |
| Ленор «случайно» убивает нескольких хомяков в поисках игрушки-сжималки.                                                           |                                            |
| 2 | «Ragamuffin»                               |
| Ленор воскрешает своего будущего друга, Оборванца.                                                                                |                                            |
| 3 | «The Magician»                             |
| Ленор убивает волшебника. |                                            |
| 4 | «Bloaty The Frog»                          |
| Ленор играет с мёртвой лягушкой.                                                                                                  |                                            |
| 5 | «The Taxidermy»                            |
| Ленор знакомится со своим соседом, Таксидермистом, который хочет, чтобы она позаботилась о его любимце, Малакае.                  |                                            |
| 6 | «The Return of Mr. Gosh»                   |
| Мистер Гош возвращается из мёртвых, чтобы выразить свою любовь к Ленор, несмотря на то, что до этого она несколько раз убила его. |                                            |
| 7 | «Magic Muffin»                             |
| Ленор встречается с эльфом и убивает его одним пальцем.                                                                           |                                            |
| 8 | «A Walk In the City»                       |
| Во время прогулки Ленор убивает незнакомца.                                                                                       |                                            |
| 9 | «Lenore, Queen of the Fairy Gnomes»        |
| Ленор находят гномы, которые уверены, что она — их давно пропавшая королева.                                                      |                                            |
| 10 | «The Tea Party»                            |
| Во время чаепития у Ленор появляются новые друзья.                                                                                |                                            |
| 11 | «Grave Error»                              |
| Ленор встаёт из гроба, а также убивает мистера Гоша.                                                                              |                                            |
| 12 | «The Thing What Came From the Poopy Chair» |
| Ленор занимается уборкой. |                                            |
| 13 | «The Day Mr. Chippy Walked»                |
| Ленор помогает сурку. |                                            |
| 14 | «Hairball»                                 |
| у Ленор проблемы с причёской. |                                            |
| 15 | «Fugly Duckling»                           |
| Ленор знакомится с гадким утёнком.                                                                                                |                                            |
| 16 | «Kitty #46 & Kitty #53»                    |
| Ленор и её мёртвые котята. |                                            |
| 17 | «Insurrection of the Insects»              |
| Сражение мух против паука (в форме истории из книги).                                                                             |                                            |
| 18 | «The Dream Catcher (Part 1)»               |
| Ленор преследует ночной кошмар.                                                                                                   |                                            |
| 19 | «The Dream Catcher (Part 2)»               |
| Ленор встречается с «волосяным монстром».                                                                                         |                                            |
| 20 | «Frito the Demon»                          |
| Демон Фрито сбегает из ада (в форме истории из книги).                                                                            |                                            |
| 21 | «The Last Dance of the Ladybug»            |
| Месть божьей коровки (в форме истории из книги).                                                                                  |                                            |
| 22 | «Little Bunny Foo Foo»                     |
| Ленор убивает маленьких лесных животных, а потом и фею, которая решила вмешаться.                                                 |                                            |
| 23 | «L'il Ballerina»                           |
| Ленор танцует на похоронах. |                                            |
| 24 | «Death Bed»                                |
| Ленор встречается с животными, которых она убила.                                                                                 |                                            |
| 25 | «Lenore's Last (Part 1)»                   |
| Ленор посещает врача. |                                            |
| 26 | «Lenore's Last (Part 2)»                   |
| Ленор возвращается «домой». |                                            |

## Персонажи
- Ленор (англ. Lenore) — главная героиня, мёртвая десятилетняя девочка, живущая в жутком особняке возле кладбища. Ленор не имеет чёткого представления о понятиях «жизнь», «смерть», «боль», «добро», «зло» — именно эта её особенность и лежит в основе сюжета большинства серий. Ленор ничего не стоит убить зверя или человека, что она часто и делает, но почти всегда делает это без злого умысла или же по нелепой случайности, не чувствуя никакой вины за содеянное. Ленор коллекционирует заспиртованных насекомых и других мелких существ, а также отдельные органы. Любит животных и часто заводит питомцев (преимущественно кошек) — но её «любовь» всегда заканчивается для несчастных животных летальным исходом. Нередко носит с собой мёртвую кошку. Несмотря на явную жестокость многих своих поступков, Ленор вызывает у зрителя только жалость.
- Оборванец (англ. Ragamuffin) — ожившая тряпичная кукла, вечный спутник Ленор. Когда-то Оборванец был грозным вампиром, но одна из его жертв оказалась сестрой могущественной ведьмы, которая и превратила вампира в странную тряпичную куклу. Много лет спустя капля крови Ленор вернула его к жизни — но прежний облик так и не вернулся к Оборванцу. В противовес импульсивной и сумасбродной Ленор, Оборванец уравновешен и прагматичен. Предан своей спасительнице и всегда поддерживает её, даже если не согласен с ней.
- Мистер Гош (англ. Mr. Gosh; «gosh!» — английское междометие, наподобие «чёрт побери!») — мертвец с мешком вместо головы и с пуговицами вместо глаз. Страдает от неразделённой любви к Ленор. Девочка неоднократно убивает его, но тот снова и снова возвращается.
- Таксидерми, либо Чучело (англ. Taxidermy) — некая личность с полуразложившейся оленьей головой. Свою странную внешность объясняет «медицинским состоянием», иначе говоря, болезнью[5] («It’s an… Hmm… A medical condition»). Интеллигентен и меланхоличен. Ездит в катафалке. Имеет непонятное домашнее животное по имени «Малакаи» (возможно, намек на тихоокеанский остров Молокаи, служивший лепрозорием).
- Сдобное Чудище (англ. Muffin Monster) — бессловесный персонаж, не играющий особой роли, но присутствующий в ряде эпизодов. Один из немногочисленных друзей Ленор — наряду с Оборванцем и Таксидерми.